# 1965 w filmie
Wydarzenia filmowe w 1965 roku.

## Premiery

### Filmy polskie
- 6 stycznia – Drewniany różaniec – reż. Ewa Petelska, Czesław Petelski
- 9 lutego – Rękopis znaleziony w Saragossie – reż. Wojciech Jerzy Has
- 18 kwietnia – Pingwin – reż. Jerzy Stefan Stawiński (z Andrzejem Kozakiem, Krystyną Konarską)
- 11 czerwca – Salto – reż. Tadeusz Konwicki
- 17 września – Gorąca linia – reż. Wanda Jakubowska
- 25 września – Popioły – reż. Andrzej Wajda
- 16 listopada – Święta wojna – reż. Julian Dziedzina
- 18 listopada – Rysopis – reż. Jerzy Skolimowski
- 25 grudnia – Kapitan Sowa na tropie – reż. Stanisław Bareja

### Filmy zagraniczne
- Doktor Żywago – reż. David Lean
- Dźwięki muzyki – reż. Robert Wise
- Help! – reż. Richard Lester
- Kolekcjoner – reż. William Wyler
- Makabratura (Sběrné surovosti) – reż. Juraj Herz
- Operacja Piorun (Thunderball) – reż. Terence Young (film z Jamesem Bondem)
- Perełki na dnie (Perličky na dně) – reż. Jiří Menzel, Jan Němec, Evald Schorm, Věra Chytilová, Jaromil Jireš
- Wstręt (Repulsion) – reż. Roman Polański

## Nagrody filmowe
- Oskary
  - Najlepszy film – Dźwięki muzyki
  - Najlepszy aktor – Lee Marvin (Kasia Ballou)
  - Najlepsza aktorka – Julie Christie – (Darling)
  - Wszystkie kategorie: Oskary w roku 1965
- Festiwal w Cannes
  - Złota Palma: Richard Lester – Sposób na kobiety
- Międzynarodowy Festiwal Filmowy w Berlinie
  - Złoty Niedźwiedź: Jean-Luc Godard – Alphaville

## Urodzili się
- 2 stycznia – Paweł Banasiak, polski operator
- 4 stycznia – Julia Ormond, brytyjska aktorka
- 14 stycznia – Désirée Nosbusch, aktorka z Luxemburga
- 22 stycznia – Diane Lane, amerykańska aktorka
- 1 lutego
  - Brandon Lee, amerykański aktor (zm. 1993)
  - Sherilyn Fenn, amerykańska aktorka
- 3 lutego – Maura Tierney, amerykańska aktorka
- 8 lutego – Mathilda May, francuska aktorka
- 23 lutego – Kristin Davis, amerykańska aktorka
- 19 marca – Agnieszka Pilaszewska, polska aktorka
- 25 marca – Sarah Jessica Parker, amerykańska aktorka
- 4 kwietnia – Robert Downey Jr., amerykański aktor
- 31 maja – Brooke Shields, amerykańska aktorka
- 10 czerwca – Elizabeth Hurley, brytyjska aktorka
- 25 lipca – Illeana Douglas, amerykańska aktorka
- 26 lipca
  - Jeremy Piven, amerykański aktor
  - Aaron Schneider, amerykański reżyser i operator filmowy
- 1 sierpnia – Sam Mendes, brytyjski reżyser
- 12 sierpnia – Peter Krause, amerykański aktor
- 14 sierpnia – Monika Borys, polska tancerka, piosenkarka i aktorka
- 19 sierpnia – Kyra Sedgwick, amerykańska aktorka
- 3 września – Charlie Sheen, amerykański aktor
- 7 września – Joanna Trzepiecińska, polska aktorka
- 19 października – Marzena Kipiel-Sztuka, polska aktorka (zm. 2024)
- 27 października – Sven Lehmann, niemiecki aktor (zm. 2013)
- 21 listopada – Björk, islandzka piosenkarka, aktorka
- 22 listopada – Mads Mikkelsen, duński aktor
- 30 listopada – Ben Stiller, amerykański aktor

## Zmarli
- 30 stycznia – Władysław Starewicz, pionier animowanego filmu lalkowego (ur. 1882)
- 23 lutego – Stan Laurel, brytyjski aktor komediowy, Flip i Flap (ur. 1890)
- 7 czerwca – Judy Holliday, amerykańska aktorka (ur. 1921)
- 22 czerwca – David O. Selznick, amerykański producent filmowy (ur. 1902)
- 2 lipca – Wilhelm Mach, polski scenarzysta (ur. 1916)
- 8 września – Dorothy Dandridge, piosenkarka, aktorka (ur. 1922)